# اسنو
شهر اسنو (به فرانسوی: Esneux) در شهرستان لیئژ در استان لیئژ در منطقه فدرال والوون در کشور بلژیک واقع شده‌است.